# Cupa României 2004-2005
La Cupa României 2004-2005 è stata la 67ª edizione della coppa nazionale disputata tra il 13 ottobre 2004 e il 11 maggio 2005 e conclusa con la vittoria della Dinamo Bucarest, al suo dodicesimo titolo e terzo consecutivo.

## Formula
La competizione si svolse ad eliminazione diretta in gara unica tranne i quarti di finale e le semifinali svolte con andata e ritorno. Parteciparono le squadre delle serie inferiori e, a partire dai sedicesimi di finale, quelle della massima serie.

## Sedicesimi di finale
Gli incontri si disputarono il 13 ottobre 2004 .
| Squadra 1             | Risultato | Squadra 2                    |
| --------------------- | --------- | ---------------------------- |
| Olimpia Satu-Mare     | 3 - 5 dr  | Dinamo Bucarest              |
| Universitatea Cluj    | 1 - 0     | Steaua Bucarest              |
| Dacia Unirea Brăila   | 1 - 0     | Rapid Bucarest               |
| Armătura Zalău        | 0 - 2     | Universitatea Craiova        |
| FC Botoșani           | 0 - 1     | Oțelul Galați                |
| Callatis Mangalia     | 0 - 1     | Apulum Alba-Iulia            |
| FC Caracal            | 0 - 4     | FC Național București        |
| Dinamo Bucarest II    | 3 - 2     | FCU Poli Timișoara           |
| FCM Bacău II          | 0 - 2     | Farul Constanța              |
| Unirea Urziceni       | 1 - 2     | FC Argeș Pitești             |
| Gaz metan Mediaș      | 1 - 0     | FC Brașov                    |
| FC Ghimbav 2000       | 0 - 2     | Gloria Bistrița              |
| Internațional Pitești | 4 - 5 dr  | FCM Bacău                    |
| UTA Arad              | 1 - 0     | Politehnica Iași             |
| CS Deva               | 0 - 3     | Sportul Studențesc București |
| Pandurii Târgu-Jiu    | 0 - 1     | CFR Cluj                     |

## Ottavi di finale
Gli incontri si disputarono il 27 novembre 2004.
| Squadra 1             | Risultato | Squadra 2                    |
| --------------------- | --------- | ---------------------------- |
| UTA Arad              | 0 - 1     | Sportul Studențesc București |
| Apulum Alba-Iulia     | 0 - 2     | Dacia Unirea Brăila          |
| Dinamo Bucarest II    | 2 - 3 dts | Universitatea Craiova        |
| Dinamo Bucarest       | 1 - 0     | Gaz metan Mediaș             |
| Oțelul Galați         | 6 - 5 dr  | Universitatea Cluj           |
| FC Național București | 5 - 1     | FCM Bacău                    |
| Farul Constanța       | 2 - 1     | CFR Cluj                     |
| FC Argeș Pitești      | 2 - 1     | Gloria Bistrița              |

## Quarti di finale
Gli incontri di andata si disputarono il 10 novembre mentre quelli di ritorno il 1º dicembre 2004. 
| Squadra 1                    | Totale | Squadra 2             | Andata | Ritorno |
| ---------------------------- | ------ | --------------------- | ------ | ------- |
| Sportul Studențesc București | 2 - 3  | FC Național București | 2 - 0  | 0 - 3   |
| Universitatea Craiova        | 2 - 1  | FC Argeș Pitești      | 1 - 0  | 1 - 1   |
| Oțelul Galați                | 1 - 4  | Farul Constanța       | 1 - 2  | 0 - 2   |
| Dinamo Bucarest              | 3 - 0  | Dacia Unirea Brăila   | 1 - 0  | 2 - 0   |

## Semifinali
Gli incontri di andata si disputarono il 13 marzo mentre quelli di ritorno il 13 aprile 2005.
| Squadra 1             | Totale | Squadra 2             | Andata | Ritorno |
| --------------------- | ------ | --------------------- | ------ | ------- |
| FC Național București | 2 - 5  | Dinamo Bucarest       | 2 - 1  | 0 - 4   |
| Farul Constanța       | 2 - 2  | Universitatea Craiova | 1 - 0  | 1 - 2   |

## Finale
La finale venne disputata il 11 maggio 2005 a Bucarest. La quaterna arbitrale dell'incontro era francese.
| Arbitro: | Laurent Duhamel |

|                    |           |  |
| Ștefan Grigorie 6’ | Marcatori |  |